# Hermann Hoth
Pour les articles homonymes, voir Hoth.
Hermann Hoth est un militaire allemand, né le 12 avril 1885 à Neuruppin en province de Brandebourg et mort le 26 janvier 1971 à Goslar en Allemagne de l'Ouest.
Il a été Generaloberst de l'armée de terre de la Wehrmacht pendant la Seconde Guerre mondiale. Il est connu pour ses victoires (en France et sur le front de l'Est) et pour ses défaites (à Stalingrad, Koursk et Kiev). À l'issue du conflit, il a été condamné à six ans de prison pour crime de guerre.

## Biographie
Né à Neuruppin, Hermann Hoth est le fils d’un officier du corps médical. Hoth s'engage en 1896 dans le corps des cadets prussiens à Potsdam et commence à servir dans l'armée prussienne en 1904 en tant qu'enseigne dans le 72e régiment d'infanterie (de) à Torgau et participe à la Première Guerre mondiale. Il reste dans l’armée pendant la période de la république de Weimar : il est promu Generalmajor (équivalent de général de brigade) et nommé au commandement de la 18e division d’infanterie.
Promu Generalleutnant (équivalent de général de division), il commande le 15e corps d’armée à partir du 10 novembre 1938 à la tête duquel il participe à l’invasion de la Pologne l’année suivante.
Il participe avec autant de succès à la bataille de France en 1940 puis est promu General der Infanterie (équivalent de général de corps d'armée pour l'arme de l'infanterie) le 19 juillet 1940.
Lors de l’opération Barbarossa en 1941, Hoth commande initialement le Panzergruppe 3, capturant Minsk et Vitebsk. En octobre, il remplace Carl-Heinrich von Stülpnagel en tant que commandant de la 17e armée en Ukraine. À l'automne 1941, il se fait remarquer par ses déclarations à la troupe où il reprend les thèmes les plus extrêmes de la propagande nazie, justifiant la guerre d'extermination menée contre les Juifs et les Slaves. Son armée est repoussée par la contre-offensive soviétique de janvier 1942.
En juin 1942, il succède à Erich Hoepner comme commandant de la 4. Panzerarmee, qui combat sur le front de Briansk et au siège de Stalingrad. Le groupe de chars de combat de Hoth tente de percer les défenses soviétiques afin de créer un couloir de repli pour la 6e armée du général Paulus mais échoue. Il participe aussi à la bataille de Koursk, sous les ordres de Erich von Manstein, mais ne parvient pas à percer les défenses russes.
À l'automne 1943, l’Armée rouge réussit une série d’offensives qui repoussent les Allemands. Hoth, devenu Generaloberst (équivalent de général d'armée) ne peut conserver Kiev. Il est blâmé par Adolf Hitler, qui le considère alors comme défaitiste, et il est transféré à la réserve en novembre.
En avril 1945, il est rappelé au service actif et affecté au commandement de la défense du massif du Harz, une position tenue jusqu’à la fin de la guerre car jamais attaquée par les Alliés.
Après la guerre, il est jugé au procès du Haut Commandement militaire de Nuremberg, reconnu coupable de crime de guerre et de crime contre l'humanité : le 27 octobre 1948, il est condamné à quinze ans de prison. Il est libéré en 1954 et se consacre à l’écriture. Il meurt à Goslar où il est enterré.

## Décorations
- Ordre de Hohenzollern avec épées
- Ordre de Michel le Brave
- Croix du Mérite militaire (Autriche) (3e classe)
- Croix du Mérite militaire (Bavière) (2e classe)
- Insigne de combat des blindés en argent
- Ordre du Mérite de guerre bulgare (4e classe)
- Croix du Mérite de guerre turque
- Insigne des blessés en Noir
- Croix de fer 2e  et 1re classe
- Croix de chevalier de la croix de fer avec feuilles de chêne et glaives
  - Croix de chevalier (27 octobre 1939)
  - 25e feuilles de chêne (17 juillet 1941)
  - 35e glaives (15 septembre 1943)
- Mentionné cinq fois dans le bulletin quotidien radiophonique Wehrmachtbericht